# Agakles
Agakles (altgriechisch Ἀγακλῆς Agaklḗs) ist ein Myrmidone der griechischen Mythologie.
Er wird einzig in Homers Ilias als Vater des Trojakämpfers Epeigeus erwähnt.